# Arqueação bruta

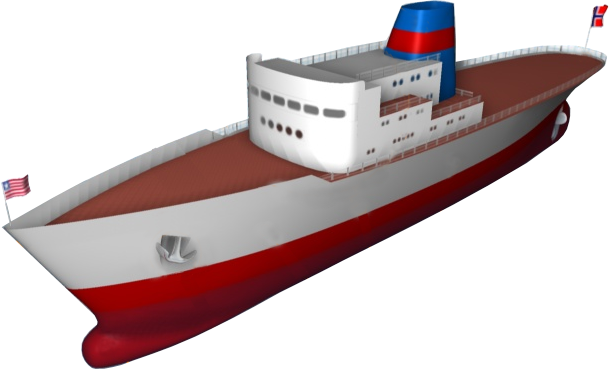
A arqueação bruta é calculada através da determinação do volume interno total do navio, medido da chaminé à quilha, seguida da aplicação de uma fórmula matemática.

A arqueação bruta (AB ou GT, do inglês: gross tonnage) é um valor adimensional relacionado com o volume interno total de um navio.
A AB é calculada com base no volume moldado de todos os espaços fechados do navio e é usada para determinar coisas como as regras de governo, manobra e segurança da embarcação, bem como as taxas de registro e portuárias.
A AB substituiu a tonelagem de arqueação bruta (TAB) a partir de 1994, sendo que esta se referia ao volume total de uma embarcação em termos de toneladas de arqueação. Por sua vez, cada tonelada de arqueação correspondia a 100 pés cúbicos ou seja 2,83 m³. Apesar de ter sido substituída oficialmente, por tradição a TAB continua a ser usada informalmente. Nem a AB nem a TAB constituem medidas de massa ou de peso dos navios, não devendo pois ser confundidas com o deslocamento ou com o porte.
O valor da AB constitui um número adimensional, não sendo assim definido por qualquer unidade física de medida como o metro cúbico ou a tonelada. 

## História
A Convenção Internacional sobre a Arqueação de Navios, 1969 (ICTM 1969) foi adoptada no mesmo ano pela Organização Marítima Internacional, entrando em vigor a 18 de julho de 1982. A ICTM 1969 determinou que as antigas medidas da tonelagem de arqueação bruta e tonelagem de arqueação líquida (TAL) fossem substituídas, respetivamente, pela arqueação bruta e pela arqueação líquida (AL). Foi a primeira tentativa com sucesso para introduzir um sistema universal de medição da arqueação.
Anteriormente, eram utilizados vários métodos para calcular a arqueação dos navios mercantes, mas diferiam significativamente entre si, fazendo-se sentir a necessidade de um sistema internacional uniforme. Um dos métodos mais utilizados era o do Sistema Moorson, desenvolvido na Inglaterra em 1854.
As regras para a determinação da arqueação passaram a aplicar-se a todos os navios construídos depois de 18 de julho de 1982. Aos navios construídos antes dessa data foi dado um período transitório de 12 anos para passarem do uso da TAB e TAL ao da AB e AL. Este período terminou a 18 de julho de 1994. O período de transição serviu para dar tempo os navios de se ajustarem economicamente, uma vez que a arqueação constitui a base para o cumprimento das regras de governo, manobra e segurança. A arqueação é também a base de cálculo dos emolumentos cobrados para registro e de cálculo das taxas portuárias. Um dos objetivos da ICTM 1969 era o de assegurar que as novas arqueações calculadas não diferiam substancialmente das tradicionais TAB e TAL.
Tanto a AB como a AL são obtidas pela medição do volume do navio, seguida da aplicação de uma fórmula matemática. A AB baseia-se no volume moldado de todos os espaços fechados do navio enquanto que a AL se baseia no volume moldado de todos os espaços para transporte de carga do navio. Além disso, existe a obrigação da AL de um navio não ser inferior a 30 % da sua AB.

## Cálculo
O cálculo da arqueação bruta vem definido no Anexo I à Convenção Internacional sobre a Arqueação de Navios, 1969 e baseia-se em duas variáveis:
- V - o volume total do navio em metros cúbicos (m³),
- K - um multiplicador baseado no volume do navio.

O valor do multiplicador K varia de acordo com o volume total do navio (em m³) e é aplicado como uma espécie de fator de redução na determinação do valor da AB. Para navios menores, o K é menor, para navios maiores, o K é maior. O valor do K pode ir de 0,22 a 0,32 e é calculado através de uma fórmula que usa o logaritmo de base 10.
{\displaystyle K=0,2+0,02\times \log _{10}(V)\,}
Depois de conhecidos V e K, a arqueação bruta é calculada usando uma fórmula, na qual, AB é função de V:
{\displaystyle AB=K\times V\,}

Como exemplo, podemos calcular a arqueação bruta de um navio com 10 000 m³ de volume total.
{\displaystyle K=0,2+0,02\times \log _{10}(V)\,}
{\displaystyle =0,2+0,02\times \log _{10}(10000)\,}
{\displaystyle =0,2+0,02\times 4\,}
{\displaystyle =0,2+0,08\,}
{\displaystyle =0,28\,}
Então, a arqueação bruta é calculada:
{\displaystyle AB=K\times V\,}
{\displaystyle =0,28\times 10000\,}
{\displaystyle =2800\,}